# Brandon deWilde
Andre Brandon deWilde (født 9. april 1942, død 6. juli 1972) var en amerikansk teater-, film- og tv-skuespiller.